# 大神杜女
大神 杜女（おおが の もりめ）は、八幡信仰が全国へ広がるきっかけを作った人物。大神朝臣杜女とも。大神比義の子孫。

## 歴史

### 隼人征伐
養老4年（720年）、隼人征伐の際に、大神比義の子孫で宇佐八幡宮の祝の大神諸男が八幡神が乗った御神輿に付き添い、禰宜の大神杜女が御杖代、同じく禰宜の辛島波豆米が御杖人となり、大隈・日向へ行幸している。
これが国内初の御神輿である。この時、諸男が「我、昔この薦を御枕として、百王守護の誓いを発した。百王守護とは、凶賊を降伏せしむるという事である」と神託を大貞の池（現在の薦神社）でうけた。この池のマコモで大神諸男が造った御薦枕が、先の国内初の御神輿に載せた御神体である。

### 東大寺大仏と八幡信仰が全国へ
奈良時代の東大寺大仏造立の際に大神比義の子孫で宇佐八幡宮の禰宜尼であった大神杜女が八幡神を奉じて入京し、大仏造立事業への援助を託宣したのが、中央の八幡信仰の進出のきっかけになった。
これが元で八幡信仰が広がり、貞観二年（860年）、宇佐八幡宮から石清水八幡宮が勧請され都における八幡信仰の拠点になった。
宇佐八幡宮には、大神杜女の祖であり、宇佐八幡宮を創始した大神比義を祀った大神祖神社がある。

### 階位授与
天平20年（748年）八幡大神祝部従八位上、大神宅女と、従八位上、大神杜女、両名が外従五位外を授かる。
翌年の天平勝宝元年（749年）12月25日に、杜女は東大寺大仏を拝した。孝謙天皇・太上天皇・皇太后も同行された。東大寺には百官諸氏がことごとく会し、僧5000は礼仏読経し、大唐渤海の呉楽、五節田舞、久米舞を演じた。そして大神に一品、比咩神に二品を奉り、左大臣橘諸兄は、神に詔を白し広幡八幡大神に大仏鋳造の守護を謝し、祢宜尼大神杜女に従四位下を授け、主神大神田麻呂に外従五位下を授けた。

### 流刑
天平勝宝6年（754年）には薬師寺の僧・行信の呪詛に連座し、朝臣姓を取り上げられて日向国に流された。